# Amyris diatrypa
Amyris diatrypa är en vinruteväxtart som beskrevs av Spreng.. Amyris diatrypa ingår i släktet Amyris och familjen vinruteväxter. Inga underarter finns listade i Catalogue of Life.